# Gerhard Anschütz
Gerhard Anschütz (Halle, 1867 – Heidelberg, 1948) è stato un giurista tedesco.
Figlio del celebre August Anschütz, insegnò nelle università di Heidelberg e Berlino.
Fu grande studioso di storia del diritto prussiano e oculato sostenitore della repubblica di Weimar.

## Opere
- Georg Meyer: Lehrbuch des Deutschen Staatsrechts. Bearbeitet von Gerhard Anschütz, 6. Auflage, Leipzig, 1905.
- Gerhard Anschütz: Rezension von Hugo Preuß: Das deutsche Volk und die Politik, in: Preußische Jahrbücher, S. 164, 1916
- Gerhard Anschütz / Richard Thoma (Hrsg.): Handbuch des deutschen Staatsrechts, 2 Bände, Tübingen 1932.
- Gerhard Anschütz: Die Verfassung des Deutschen Reiches vom 11. August 1919. Ein Kommentar für Wissenschaft und Praxis, 14. Aufl., Berlin 1933
- Gerhard Anschütz, Aus meinen Leben. Erinnerungen von Gerhard Anschütz, herausgegeben und eingeleitet von Walter Pauly, Frankfurt/Main (1993)